# Федеральная целевая программа «Исследования и разработки»
Федеральная целевая программа «Исследования и разработки по приоритетным направлениям развития научного-технологического комплекса» ФЦП ИР с 2004 года является основным инструментом закупки НИОКР гражданского назначения в целях осуществления общегосударственной научно-технической политики. ФЦП ИР реализуется Министерством образования и науки Российской Федерации. Главный принцип ФЦП ИР заключается в выполнении междисциплинарных проектов, результаты которых востребованы несколькими отраслями экономики.
Координация ФЦП ИР возложена на совещательный орган — Научно-координационный совет (НКС), в состав которого входят представители крупных индустриальных компаний. Состав НКС утверждается приказом Министра. Для отбора предложений о реализации проектов Научно-координационный совет ФЦП ИР формирует Экспертные группы.
Организационно-аналитическое сопровождение ФЦП (сбор предложений, подготовка конкурсов, экспертиза заявок, заключение контрактов, мониторинг эффективности) осуществляет подведомственное Минобрнауки России научное учреждение — Дирекция научно-технических программ (Дирекция ЦНТП).

## Приоритетные направления ФЦП ИР
Федеральная целевая программа выполняется в соответствии с Приоритетными направлениями (сокращенное название – ПН, полное название – Приоритетные направления развития науки, технологий и техники в Российской Федерации). ПН формируются в соответствии с «Основами политики Российской Федерации в области развития науки и технологий на период до 2010 года и дальнейшую перспективу» (Указ Президента Российской Федерации от 30 марта 2002 года № Пр-576)
Перечень ПН разрабатывается Министерством образования и науки Российской Федерации с учетом рекомендаций федеральных органов исполнительной власти и с привлечением научной общественности.  Утверждает перечень ПН Президент Российской Федерации. Перечень ПН обновляется примерно каждые 5 лет совместно с Критическими технологиями федерального уровня. С учетом утвержденного перечня ПН осуществляется деятельность инстанций, участвующих в обеспечении научной деятельности в стране, в том числе, формируются Федеральные целевые программы министерств и ведомств, разрабатывается программа фундаментальный исследований Федерального агентства научных организаций, объявляются конкурсы Российского фонда фундаментальных исследований и Российского научного фонда.

## Экспертные (рабочие) группы
В соответствии с текущим перечнем Приоритетных направлений к сектору гражданских разработок относятся следующие экспертные группы:
1. индустрия наносистем;
2. информационно-телекоммуникационные системы;
3. науки о жизни;
4. рациональное природопользование;
5. транспортные и космические системы;
6. энергоэффективность, энергосбережение, ядерная энергетика.

При рассмотрении предложений о выполнении проектов, Экспертные группы руководствуются критериями, основными из которых являются:
1. наличие результата работ, отделимого от исполнителя, четко сформулированные технические требования к результату;
2. отличие технических характеристик результата от аналогов, обеспечивающие его преимущества (наличие «изобретательского шага»);
3. наличие (опубликованного) задела, подтверждающего, что результат достижим;
4. подтвержденная финансовым участием (софинансированием) заинтересованность в результате индустриальных партнеров.

## Софинансирование и индустриальный партнер
Особенностью реализации ФЦП ИР является необходимость привлекать к выполнению работ индустриального партнера, готового софинансировать часть работ. Софинансирование также может осуществлять исполнитель проекта, затрачивая собственные или заемные средства. Объем привлеченных внебюджетных средств является основным индикативным показателем эффективности выполнения Программы. Предполагается, что вложение собственных средств (наряду с государственными) дисциплинирует исполнителей, позволяет им в большей степени сосредоточится на практически значимом результате, с перспективной коммерциализации. Такой подход отличает ФЦП ИР как от фондов, финансирующих фундаментальные исследования, где внебюджетных средств не требуется, так и от фондов развития, где выделяемые государством средства необходимо возвращать.
Индустриальным партнером является предприятие, в котором ресурсы (оборудование, рабочая сила, технологии, сырье, материалы, энергия, информационные ресурсы) объединяются в производственный процесс, имеющий целью производство продукции или оказание услуг. Под внебюджетными средствами понимаются собственные средства (для бюджетных организаций - средства, полученные от приносящей доход деятельности, расходование которых не противоречит Бюджетному кодексу Российской Федерации, для иных организаций - денежные средства и нефинансовые активы, находящиеся на соответствующих счетах бухгалтерского учета), в том числе:
- амортизация объектов основных средств и нематериальных активов, используемых при выполнении  работ[1].